# Franz Kegeljan
Franz Kegeljan, né à Namur (Belgique) en 1847 et décédé à Profondeville (Belgique) en 1921, est un artiste peintre, dessinateur, pastelliste et graveur belge. Il a peint des paysages de la Belgique, la France, l'Allemagne et l'Italie. Une grande partie de son œuvre est consacrée à des vues du bord de la Meuse, de l'Ourthe et de la Semois. Il a notamment peint l'histoire de Namur en une quarantaine de toiles.

## Biographie
On dispose de peu d’informations sur les jeunes années de Franz Kegeljan.
Asthmatique, il doit souvent partir en cure dans sa jeunesse ce qui lui permet de visiter l’Allemagne, la France et l’Italie, sans oublier la Belgique. Il faut dire que la fortune de son père, qui est banquier et dirige une entreprise de distribution, l’y aide. Il en profite pour cultiver sa passion de l’art en visitant de nombreux musées, en découvrant les vieux quartiers de certaines villes, en dessinant et en peignant. En 1868, il épouse Louise Godin, également fortunée, ce qui leur permet de vivre en rentiers. En 1878, ils se feront construire un hôtel de maître de style néo-Renaissance par Henri Beyaert à Namur Participant à la vie namuroise, il fera partie de la garde civique, dont il deviendra le chef l’année de son mariage.
Franz Kegeljan a été étudiant à l’Académie des Beaux-Arts de Namur. Cependant, quoi qu’il arrive, Franz Kegeljan s’adonne toujours à la peinture et assouvit aussi une seconde passion : Namur et son histoire, qu’il se décide un jour à peindre. Il lit les différents historiens de Namur, dont les frères Adolphe Borgnet et Jules Borgnet. Il fréquente les Archives de l’État et est Membre de la Société archéologique. Il se renseigne aussi beaucoup auprès d’Adrien Oger, alors conservateur du musée archéologique de Namur. Il fera de même plus tard auprès de Ferdinand Courtoy.
En 1900, il fait don à la Ville de vingt tableaux évoquant Namur, de la préhistoire au xviiie siècle. Une brochure explicative, Namur au temps passé, complète l’ensemble en 1905, lorsque celui-ci est exposé temporairement aux Musées royaux d’Art et d’Histoire (Cinquantenaire) à Bruxelles. Présentées à l’Hôtel de ville de Namur et préservées parmi les collections communales, les œuvres partiront en fumée lors du bombardement de la ville de Namur en août 1914 et l'incendie qui s'ensuivit. Kegeljan a peint cet épisode (Destruction de l’Hôtel de Ville et de la place d’Armes par les barbares (sic !) en août 1914).
Sur base de ses notes et croquis, il se remet patiemment à la tâche et, en 1921, lègue une seconde fois son œuvre, considérablement augmentée. Il décédera peu de temps après, victime d’une affection cardiaque. À la dispersion de son atelier, en 1924, d’autres toiles et dessins viendront encore s’y ajouter, et ce sont aujourd’hui plus de 100 œuvres de l’artiste que la Ville possède.
Franz Kegeljan ne peignit pas que l’histoire de Namur. On lui doit aussi des marines, des vues de clairières, des vues de villes ou encore des paysages, de Belgique et d’ailleurs.

## Namur à travers les âges
Namur perd son statut de place forte militaire en 1860 et les remparts de la ville sont peu à peu démolis. Franz Kegeljan peint une quarantaine de toiles, notamment sur les anciennes fortifications de la ville, et réalise donc une œuvre historique pour garder la mémoire du passé de Namur. Il intitule son œuvre Namur à travers les âges. Il ne se contente pas de fixer sur ses toiles les paysages contemporains, il illustre également le passé en remontant le temps au gré de nombreux dessins qui fixent les époques successives de l’évolution urbaine.
La plupart des toiles sur Namur brûlèrent dans l'incendie de l'hôtel de ville en 1914. Il les a recommencées pour les offrir à sa ville natale.

## Espace Fernand Kegeljan
Franz Kegeljan se marie en 1868 à Louise Godin. Ils ont un fils, Fernand, qui meurt à l'âge de 17 ans. En souvenir de son fils prématurément perdu, Louise fonde l'hospice Fernand Kegeljan en faveur des enfants pauvres de la ville atteints de tuberculose osseuse, rachitisme ou malformation des os.
En septembre 1995, l'hospice est reconverti en un institut médico-pédagogique accueillant de jeunes handicapés mentaux dans le but de leur donner une formation professionnelle. Le lieu est actuellement occupé par le siège fédéral du parti ecolo.